# Luigi Zannier
Luigi Zannier (San Vito al Tagliamento, 3 dicembre 1932 – 4 ottobre 1988) è stato un calciatore italiano.

## Carriera
Centrocampista dotato di fisico prestante e grande agonismo, emerse dalle categorie inferiori dopo il passaggio all'Atalanta, che lo acquistò per rimpiazzare Gaudenzio Bernasconi e lo fece esordire in Serie A. Dopo tre buone stagioni in nerazzurro passò al Milan, con cui vinse lo scudetto 1956-1957. Pagò la negativa prestazione della squadra nell'annata 1957-1958 venendo ceduto al Padova, ancora in A.
Con i veneti disputò due stagioni, al termine delle quali venne ceduto al Catania, sempre nel massimo campionato.
Concluse quindi la carriera nel Verona, in Serie B.

## Palmarès
- Campionato italiano: 1

Milan: 1956-57